# Шпацир, Рихард Отто
Рихард Отто Шпацир (1803, Лейпциг — 1854, там же) — германский писатель-публицист. Был известен как полонофил, а также как биограф своего дяди Жана Поля Рихтера.
Получил образование в Дрездене. В 1825—1826 годах жил со своим дядей в Байройте, затем переехал в Нюрнберг. В этом городе в 1830—1831 годах он писал статьи для местной газеты «Nürnberger Blätter für öffentliches Leben, Litteratur und Kunst», в которых выражал сочувствие в борьбе полякам за свою независимость. В 1831 году был выслан из Баварии, после чего осел в Лейпциге и там вновь стал писать полонофильские статьи, в целях собирания материала для которых ему удалось встретиться с некоторыми деятелями Ноябрьского восстания 1830 года, случившегося в польских землях, входивших в состав России. Своими статьями Шпацир хотел поднять в Польше новое восстание, однако этого не произошло, и в 1833 году он переехал в Париж, вернувшись в Лейпциг лишь в 1854 году, за несколько месяцев до смерти
Главные работы: «J.-P. Richter in seinen letzten Tagen», 1826; «J.-P. Fr. Richter. Ein biograph. Kommentar zu dessen Werken», 1833 и «Geschichte des Aufstandes des polnischen Volkes», 1832, и «Geschichte des polnischen Volkes», 1831). Написал также роман «Die Uzkokin» (1831) и ряд мелких произведений, собранных в «Gesammelte Blätter» (1833, 2 тома). Кроме того, Шпацир перевёл на немецкий язык ряд стихотворений Вальтера Скотта.